# MV Agusta 750 Sport America
Die MV Agusta 750 Sport America auch MV Agusta 750 S America, in Deutschland auch MV Agusta 800 S America, war ein Motorrad der Firma MV Agusta, das von 1975 bis 1977 gebaut wurde.

## Entwicklung
1974 kam das Unternehmen MV Agusta in finanzielle Schwierigkeiten und unter staatliche Verwaltung. 1975 initiierten die US-Amerikaner Chris Garville und Jim Cothermann die Neuauflage der MV Agusta 750 S. Das Erscheinungsbild sollte stärker an Rennmaschinen angelehnt werden und damit insbesondere die Verkaufszahlen in den USA anheben. Innerhalb von 50 Tagen wurden die Entwürfe der beiden Unternehmer im Werk Gallarate umgesetzt.

## Technische Daten
Das Kernstück des Motors bildete das sogenannte Bankett, ein Steuer- und Lagergehäuse; daran waren Kurbeltrieb, Zylinder (gegenüber dem Vorgängermodell um 2 mm aufgebohrt) und Zylinderkopf montiert. Das Bankett nahm die aus neun Teilen zusammengesetzte Kurbelwelle in sechs Lagerböcken auf, ebenso die Stirnräder im Steuerturm für den Antrieb der beiden Nockenwellen. Nach dem Lösen von zwölf Muttern konnten die auf dem Bankett montierten Einheiten herausgehoben werden. Einzelne Leichtmetallzylinder, bei der 1100 Grand Prix aus einem Block, mit Gusslaufbuchsen bildeten die Laufbahn für die Borgo-Kolben. Die zwei hängenden Ventile jedes Zylinders wurden über Tassenstößel von zwei obenliegenden zahnradgetriebenen Nockenwellen betätigt. Die rollengelagerte neunteilige Kurbelwelle wurde in sechs Lagerböcken zentriert. Besonders auffällig war die feine Verrippung der Kühllamellen sowie der durch den doppelten Nockenwellenantrieb überdimensional wirkende Zylinderkopf. Das quer eingebaute Kassettengetriebe wurde vom Motor durch eine gerade verzahnte Kurbelwange angetrieben. Über einen spiralverzahnten Kegelrad-Winkeltrieb war es mit der Kardanwelle zum Hinterrad verbunden. Der Motor wurde, wie alle Vierzylinder, in Handarbeit von einem Mechaniker zusammengesetzt.
Der Standrohrdurchmesser der Cerani-Teleskopgabel wurde von 35 auf 38 mm erhöht, an allen Modellen Doppelscheibenbremsen an der Teleskopgabel verwendet und auf die übliche Linksschaltung umgestellt. Die rote Lackierung, die wildlederbezogene Sitzbank und die Rundinstrumente von Smiths ergaben ein sportlich elegantes Motorrad.

## Modellvarianten
- MV Agusta 800 SS Super America (1976–1978): leistungsgesteigerte Version (60,4 kW/82 PS bei 9000 min−1) des Basismotors mit 789 cm³ für den US-Markt, optional mit einer Magni 4-in-1-Auspuffanlage und Magnesiumrädern versehen.[11]
- MV Agusta 800 SS Super Daytona America (1976–78): Außer einer weiteren Leistungssteigerung durch einen Magni-Kit wurde zusätzlich eine Vollverkleidung angeboten.
- MV Agusta 850 SS Monza oder MV Agusta 850 SS Boxer (1977–78)[12]: Dabei handelte es sich um eine aufgebohrte (837 cm³ Hubraum, 69er Bohrung) und mit Magni-Motorkit leistungsgesteigerte (66 kW/90 PS bei 9000 min−1) Version mit Vollverkleidung, die nicht in Deutschland erhältlich war. Von diesem Motorrad wurden insgesamt 27 Exemplare gefertigt.[13]

### Sondermodelle Hansen & Schneider
Der Importeur für Deutschland, die Firma Hansen in Baden-Baden, veranlasste im Jahre 1976 mit Einverständnis des Werks die Anfertigung von Sondermodellen. Dabei handelte es sich um „Luxus-Sportmaschinen“, bei denen man den Eindruck hatte, dass „Motorräder hier mehr als eine Art Hobby und weniger aus kommerziellen Gründen entstanden“. Die Hubraumerweiterung über die ab Werk angebotenen 837 cm³ hinaus erfolgte durch weiteres Aufbohren des Motors. Gleichzeitig wurde die Kurbelwelle geändert, Mahle-Kolben eingebaut und eine schärfere Nockenwelle verwendet. Das Serienfahrwerk (Lenkkopfwinkel 63 Grad, Nachlauf 110 mm) mit Ceriani-Gabel vorne (125 mm Federweg) sowie Sebac-Gasdruckfederbeinen hinten (70 mm Federweg) wurde beibehalten. Nur die 1000 Agostini bekam den Magni-Rahmen und war damit knapp 20 kg leichter als ein vergleichbares Serienmodell. Die neuen Modellbezeichnungen für Motorräder, die zwar offiziell nur in Deutschland angeboten wurden, über die Firma Hansen jedoch weltweit erhältlich waren, lauteten:
- 900 S Arturo Magni Cento Valli
- 1000 S Corona
- 1100 Grand Prix
- 1000 Agostini[15]

|                       | 800 SS Super America      | 800 SS Super Daytona America | 850 SS Monza              | 900 S Arturo Magni Cento Valli | 1000 S Corona               | 1100 Grand Prix             | 1000 Agostini             |
| Baujahre              | 1976–1978                 | 1976–1978                    | 1977–1978                 | 1977–1978                      | 1978–1982                   | 1978–1982                   | 1979–1980                 |
| Hubraum               | 789 cm³                   | 789 cm³                      | 837 cm³                   | 892 cm³                        | 954 cm³                     | 1066 cm³                    | 954 cm³                   |
| Bohrung × Hub         | 67 × 56 mm                | 67 × 56 mm                   | 69 × 56 mm                | 70 × 58 mm                     | 70 × 62 mm                  | 74 × 62 mm                  | 70 × 62 mm                |
| Leistung              | 60 kW/82 PS bei 9.000/min | 66 kW/90 PS bei 10.000/min   | 66 kW/90 PS bei 9.000/min | 77 kW/105 PS bei 10.000/min    | 78 kW/106 PS nei 10.000/min | 88 kW/119 PS bei 10.200/min | 73 kW/99 PS bei 9.500/min |
| Endantrieb            | Kardan                    | Kardan                       | Kardan                    | Kardan                         | Kardan                      | 1978: Kette                 | Kette                     |
| Radstand              | 1420 mm                   | 1420 mm                      | 1420 mm                   | 1420 mm                        | 1390 mm                     | 1450 mm                     | 1450 mm                   |
| Höchstgeschwindigkeit | 210 km/h                  |                              |                           | 235 km/h                       | 221 km/h                    | 237 km/h                    | 221 km/h                  |
| Stückzahl             |                           |                              | 27                        | 10                             | 12                          | 6                           | 4                         |

### Sondermodelle Magni
Arturo Magni, ehemaliger Rennleiter von MV Agusta, entwickelte eigenständig aus den bestehenden MV-Motoren Motorräder. Der Magni-Kit bestand aus einem 11 kg leichten Rahmen, elektronischer Zündung und 30er bzw. 32er PHF-Vergaser. Angeboten wurden die Modelle Magni 832 (Serienmotor der MV Agusta 850 SS Monza) und Magni 861 (861 cm³ Hubraum, 70 mm Bohrung) ab dem Jahre 1978.
Für die MV Agusta 750 S – und auch für die America – bot er in seiner Werkstatt „Elaborazioni Magni“ einen Umbau vom schweren Kardanantrieb auf einen sportlicheren Kettenantrieb an.

## Produktionsende
Mit dem Ausstieg der Firma MV Agusta aus dem Rennsport im Jahre 1976 wurden auch die Aktivitäten im Serienbereich zurückgefahren. Bis 1977 wurde zwar an Prototypen gearbeitet, jedoch aufgrund der finanziellen Lage der Firma – MV arbeitete praktisch ohne Gewinn – nicht umgesetzt. Die Produktion des Modells MV Agusta 750 S America wurde bis 1977 aufrechterhalten, Modellvarianten bis 1978. Die letzten der insgesamt 540 Exemplare wurden offiziell 1980 verkauft. Insgesamt wurden 1276 Reihenvierzylinder in aufwändiger Rennmotorentechnik von 1966 bis 1980 hergestellt.

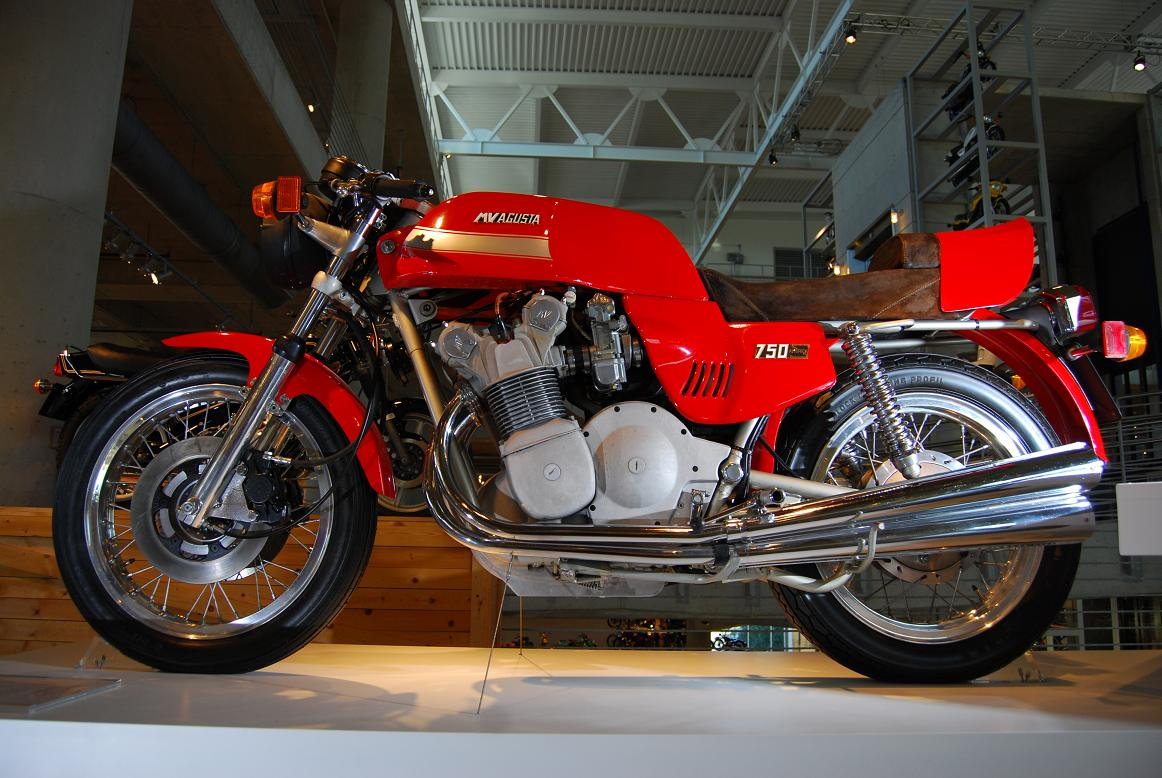
MV 750 Sport America Modelljahr 1975
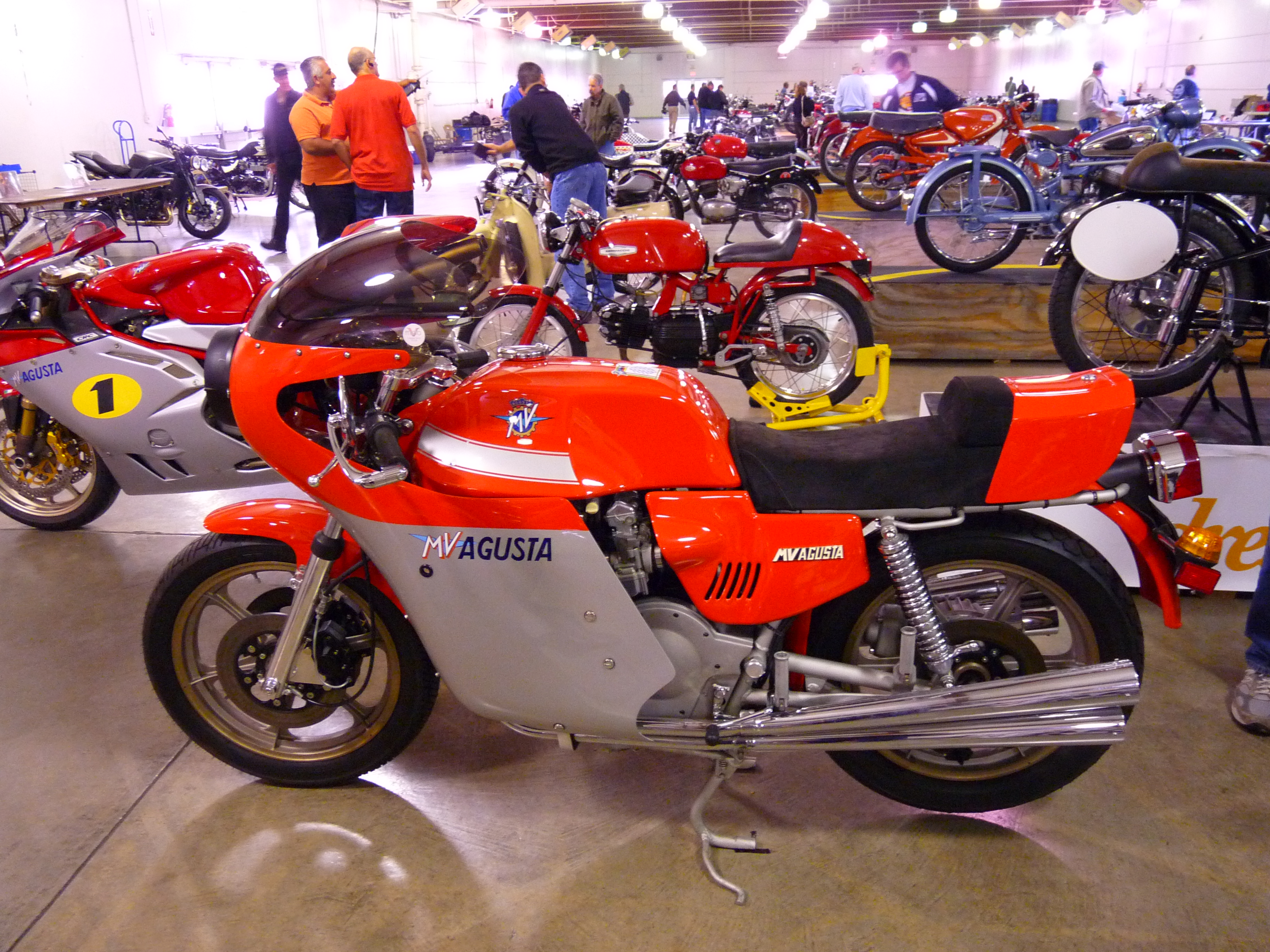
MV 750 Sport America mit Vollverkleidung Modelljahr 1976
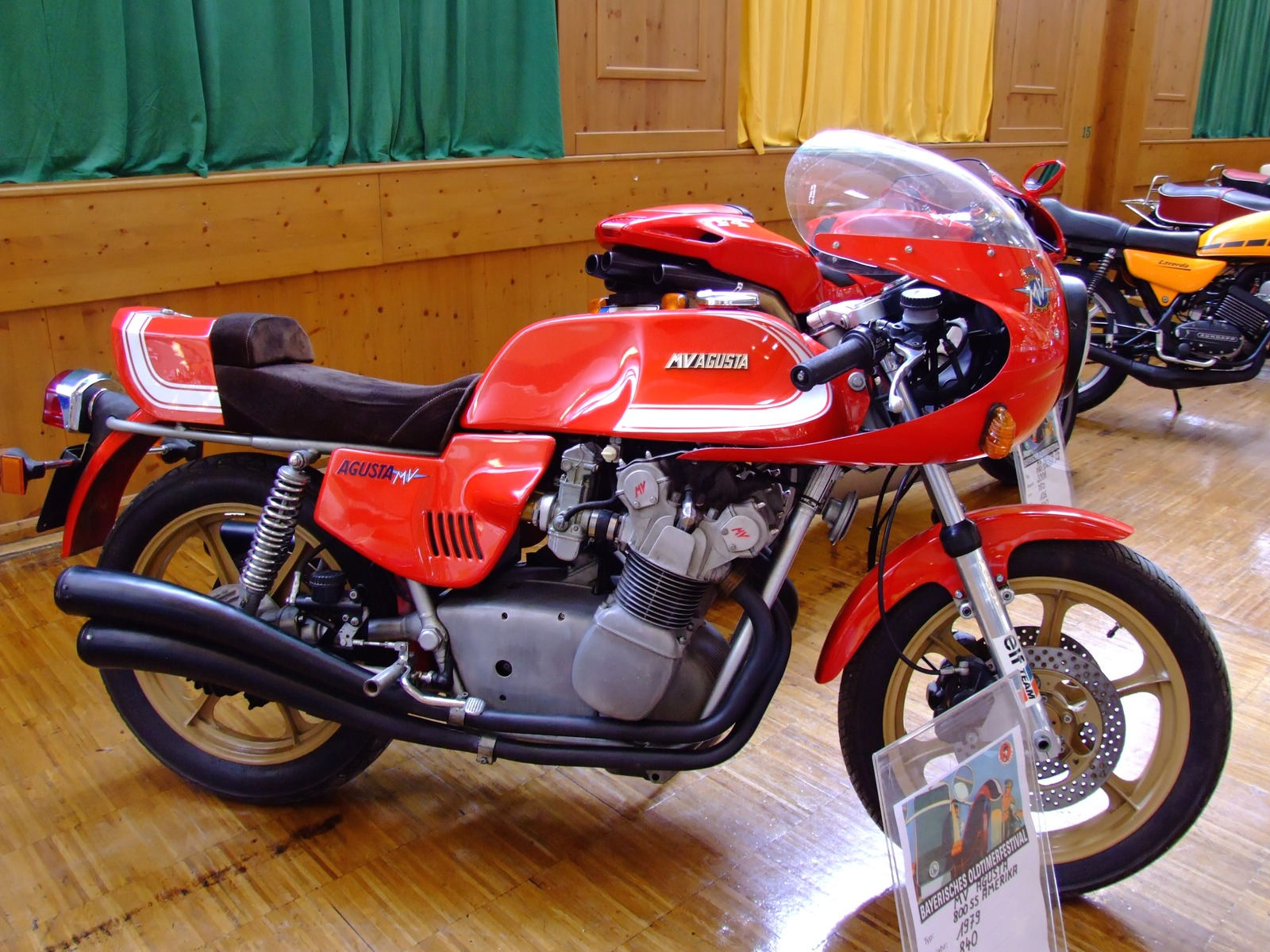
MV 800 SS Super America mit Halbverkleidung Modelljahr 1976–78
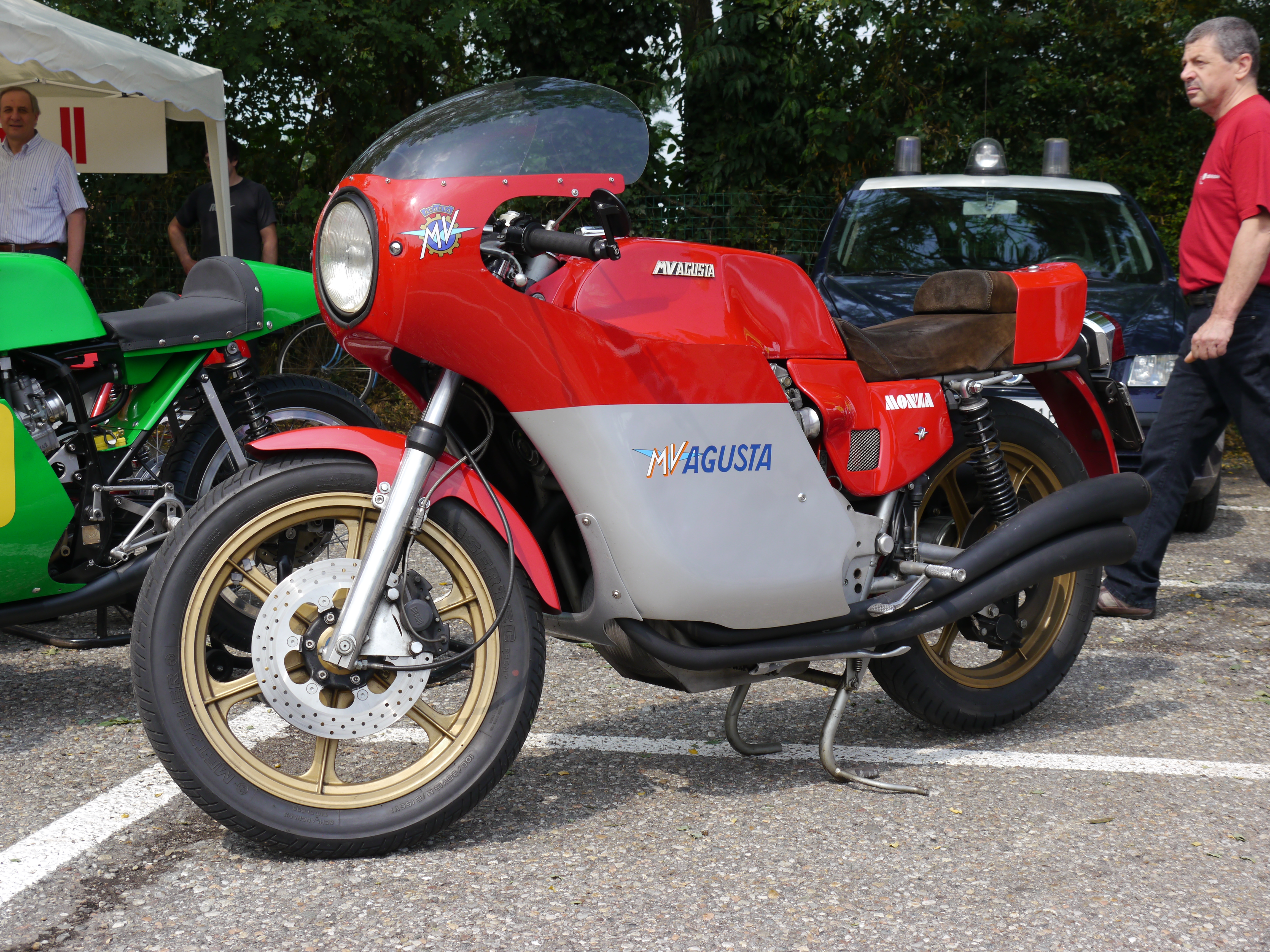
MV 850 SS Monza Arturo Magni Modelljahr 1976–78